# Leo Gottlieb
Leo "Ace" Gottlieb (Nueva York, Nueva York, 28 de noviembre de 1920-16 de agosto de 1972) fue un jugador de baloncesto estadounidense que disputó dos temporadas en la BAA, desarrollando el resto de su carrera en la ABL. Con 1,80 metros de estatura, jugaba en la posición de base.

## Trayectoria deportiva

### Profesional
Comenzó su carrera profesional con sólo 19 años en los Philadelphia Sphas, con los que jugó 4 partidos en la temporada 1939-1940, anotando 4 puntos. Al año siguiente fichó por los New York Jewels, donde jugó 18 partidos consiguiendo 50 puntos. Permaneció la temporada siguiente en el equipo, pero solo disputó un partido antes de que la franquicia quebrase. Las dos temporadas siguientes se las perdió casi por completo, jugando brevemente con los New York Americans, hasta que fichó por los New York Gothams, su tercer equipo de la ciudad de los rascacielos, acabando en 1946 como quinto mejor anotador de la liga, con 366 puntos, 10,8 por partido.
El año siguiente no cambió de ciudad, fichando por los New York Knicks de la recién creada BAA, logrando la primera victoria en la historia de la liga ante los Toronto Huskies, junto con sus compañeros Sonny Hertzberg, Stan Stutz, Hank Rosenstein, Ralph Kaplowitz, Jake Weber y Ossie Schectman, autor de la primera canasta del campeonato. Gottlieb acabó con 14 puntos, el máximo anotador de su equipo, formando parte del quinteto titular. Esa temporada acabó promediando 5,9 puntos por partido.
Jugó una temporada más en los Knicks, en la que promedió 4,9 puntos por partido, terminando su carrera de vuelta en la ABL, disputando dos partidos en 1951 con los Glens Falls-Saratoga.

#### Estadísticas en la BAA

##### Temporada regular
| Temporada | Edad | Equipo          | Liga | P  | TIT | MIN | TC  | TCA  | %TC  | 3P | 3PA | %3P | TL  | TLA | %TL  | R.OF. | R.DEF. | REB | ASIS | ROB | TAP | PER | FP  | PTS |
| 1946-47   | 26   | New York Knicks | BAA  | 57 |     |     | 2.6 | 8.7  | .302 |    |     |     | 0.6 | 1.0 | .655 |       |        |     | 0.4  |     |     |     | 1.2 | 5.9 |
| 1947-48   | 27   | New York Knicks | BAA  | 27 |     |     | 2.2 | 10.7 | .205 |    |     |     | 0.5 | 0.8 | .619 |       |        |     | 0.4  |     |     |     | 1.3 | 4.9 |
| Total     |      |                 | BAA  | 84 |     |     | 2.5 | 9.3  | .266 |    |     |     | 0.6 | 0.9 | .645 |       |        |     | 0.4  |     |     |     | 1.3 | 5.5 |

##### Playoffs
| Temporada | Edad | Equipo          | Liga | P | MIN | TCA | TC | 3PA | 3P | TLA | TL | R.OF. | REB | ASIS | ROB | TAP | PER | FP | PTS | %TC  | %3P | %FT  | MIN | PTS | REB | AST |
| 1946-47   | 26   | New York Knicks | BAA  | 4 |     | 10  | 39 |     |    | 4   | 6  |       |     | 1    |     |     |     | 6  | 24  | .256 |     | .667 |     | 6.0 |     | 0.3 |
| Total     |      |                 | BAA  | 4 |     | 10  | 39 |     |    | 4   | 6  |       |     | 1    |     |     |     | 6  | 24  | .256 |     | .667 |     | 6.0 |     | 0.3 |